# Конфликтная модель общества Ральфа Дарендорфа
Конфликтная модель общества Ральфа Дарендорфа — модель, при которой предполагается, что каждое общество подвергается изменениям, сталкивается с конфликтами, признанные всеобщими: элемент и часть общества оказывают влияние на его изменение.
Ральф Дарендорф — известный немецкий социолог и идеолог либеральной ориентации. Основные работы: «Классы и классовый конфликт в индустриальном обществе», «Элементы теории социального конфликта», «Конфликт после класса», «Конфликт и свобода».

## Предыстория
Наука конфликтология появилась в середине XX века на Западе. Во второй половине века в социологии была сформулирована Теория социального конфликта и нашла своё отражение в работах Л. Козера, Р. Дарендорфа, Р. Миллса, К. Боулдинга и других учёных. Стоит заметить, что первые положения этой теории замечены в работах К. Маркса, Л. Гумпловича, В. Парето, Т. Веблена, Г. Моски, М. Вебера.
Американец Льюис Козер в своей работе «Функции социальных конфликтов» и англо-немецкий учёный Ральф Дарендорф в своем труде «Классы и классовый конфликт в индустриальном обществе» наиболее полно и ёмко отразили теорию социального конфликта.
Теория этих двух ученых основана на критике структурно-функциональной теории Толкотта Парсонса, который видел общество как устойчивую и стабильную структуру. Л. Козер и Р. Дарендорф считают, что конфликт — позитивный фактор, который способствует переменам в социуме.

## Конфликтная модель общества Ральфа Дарендорфа
Дарендорф представляет общество как постоянно изменяющуюся систему отношений между социальными группами или классами, находящихся в конфликте, взаимоотношений между конфликтующими социальными группами или классами. Социальные конфликты неизбежны и даже необходимы. Отсутствие конфликта считается ненормальным для общества.
«Возможно, конфликт является отцом всех вещей, то есть движущей силой изменений, но конфликт не должен быть войной и не должен быть гражданской войной», — писал Ральф Дарендорф. По мнению Дарендорфа, конфликты могут быть более или менее интенсивными и более или менее насильственными, но их регулирование является решающим средством уменьшения насильственности; регулирование конфликтов делает их контролируемыми, «и их творческая сила ставится на службу постепенному развитию социальных структур».
Дарендорф полагал, что необходимо проводить анализ систем в состоянии их непрерывного изменения. Данные изменения происходят естественным путём на постоянной основе, кроме случаев, когда их задерживает какая-то сила. Изменения в социуме могут приобретать разные формы, в том числе — конфликтные.
Конфликт появляется из-за сопротивления давлению или господствующему влиянию одной силы. Основная причина конфликта — проблема господства и подчинения, отношения власти, неравенство разных социальных групп в структуре общества. Так как неравенство есть в каждом обществе, то и конфликты неизбежно будут выступать спутником взаимодействия между различными социальными группами.
В конфликтной модели общества Дарендорф включил четыре положения:
1. Каждое общество всегда находится в процессе изменения;
2. Любое общество всегда обладает элементами несогласия, приводящими к конфликтам;
3. Каждый элемент общества может способствовать его изменению и интеграции;
4. Каждое общество основывается на насилии одних членов общества другими.

Дарендорф утверждает, что в историческом развитии характер конфликта в обществе изменился. По мнению учёного в любой социальной структуре существует борьба за прекрасное деление власти и именно поэтому конфликт в обществе не устранён полностью. Таким образом движущей силой развития общественных процессов является взаимодействие и противодействие сопротивляющихся сторон.
Дарендорф считает неравенство власти и господства является источником неравенства в социальной структуре постоянно действующей детерминантой классового конфликта. Социолог неоднократно и в разном контексте повторяет тезис о господстве как конституирующем элементе общества.

Общество — значит господство, а господство — значит неравенство.
— Дарендорф Р. Современный социальный конфликт: очерк политики свободы. М., 2002. Стр 41
И далее:

И всё же большое значение имеет не только та мысль, что общество означает господство, а господство — значит неравенство, но и та, что неравенство порождает конфликты, которые служат источником прогресса, в том числе расширения жизненных шансов людей.
— Дарендорф Р. Современный социальный конфликт: очерк политики свободы. М., 2002. Стр 42
Дарендорф выделяет различные уровни, на которых может происходить конфликт:
1. между несогласующимися ожиданиями, которые предъявляются к человеку;
2. между социальными ролями, которые должен исполнять человек;
3. конфликты внутри группы;
4. конфликты между социальными группами;
5. конфликты на уровне общества в целом;
6. межгосударственные конфликты.

По мнению социолога, чтобы позитивно разрешить конфликт нужно учитывать три обстоятельства:
1. Ценностные предпосылки: каждая сторона должна признать интересы противника;
2. Степень организации конфликтующих сторон: чем больше организованы участники конфликта, тем легче они достигнут договорённости;
3. Принятие правил игры: конфликтующие стороны должны принимать установленные правила, выполнять взятые на себя обязательства.

Р. Дарендорф создаёт классификацию конфликтов, которая насчитывает 15 типов конфликтов, а также выстраивает иерархию конфликтов, различающихся уровнем действия - от микроуровня до макроуровня.
Факторами, оказывающими влияние на классовый конфликт как центральный конфликт общества, является характер власти, который преобладает в конкретном историческом периоде. В современном мире этот конфликт определяется конфликтом между индустриальным и постиндустриальным обществом.
Конфликты индустриального общества теряют свою остроту и значимость. Появляются новые конфликты, вызванные сменой характера власти и отношений внутри общества. Дарендорф считает, что влиять на такого рода конфликты бессмысленно и нецелесообразно, так как они появляются благодаря естественному эволюционному пути развития общества.

## Способы регулирования конфликта
Дарендорф в своей научной работе "Элементы теории социального конфликта" выделяет три основных способа регулирования конфликта:
1. подавление;
2. отмена путем ликвидации противоречия;
3. регулирование.

### Подавление
Исторический опыт показывает, что правящие силы предпочитали подавление конфликта, хотя на практике было выявлено, что такое решение несёт за собой негативные последствия. Чем больше растёт стремление подавить конфликт, тем пропорционально растёт его злокачественность. Помимо этого, насилие несёт за собой рост сопротивления и провоцирует эскалацию насильственных действий. По итогу, происходит аккумуляция энергии, порождающей социальную революцию. Как следствие, революция высвобождает из-под социального контроля энергию насилия, которая оказывает на общество разрушительное действие. Подавление не может использоваться как единственное решение конфликта, так как за этим следует эффект накопления потенциала разрушительной силы.

### Отмена путём ликвидации противоречия
По Дарендорфу, этот способ не является эффективным. Под понятием отмена подразумевается устранение конфликта путём полного устранения противоречия посредством вмешательства в существующие структуры. Согласно Дарендорфу, единство народов и бесклассовое общество — это только два из многих проявлений подавления конфликта под видом их разрешения.

### Регулирование
Дарендорф предпочитает регулирование конфликта, которое не подразумевает его разрешение, но снижает вероятность прямых столкновений, делая их контролируемыми. Успешно урегулировать можно только те конфликты, которые возникли из-за объективных разногласий и выражают тенденции развития социума.
Для успешного регулирования конфликтов их необходимо вывести из скрытого состояния, придать огласке, сделать явными стороны конфликта.
Второй механизм — разработка правил, которыми являются существующие и принимаемые всеми участниками нормы морали, права, законодательства, а также уставы, соглашения, договоры и др. Помимо этого, стороны, находящиеся в состоянии конфликта, должны быть хорошо организованы для того, чтобы принять правила данных правил всеми членами конфликтующего сообщества.
Социолог определяет три варианта структурных преобразований власти по итогу разрешения конфликта:
1. полное изменение состава правящего слоя (преобразование революционного типа);
2. частичная замена правящего слоя (эволюционный вариант социального развития);
3. состав правящего слоя остаётся без каких-либо изменений, а вместо этого меняется политика, проводимая им (правящие слои общества включают в новую программу требования оппозиции и корректируют свою деятельность).

## Критика
Одним из главных критиков модели Дарендорфа выступал Джон Рекс.
Рекс критиковал британскую социологию середины XX в. прежде всего за недостаточное внимание к классическим идеям и даже отказ от них, за односторонний акцент на теории Маркса и следование модным теоретическим тенденциям.
Рекс выступал с критикой модели Дарендорфа, поскольку, по его мнению, Дарендорф не углубился в своём анализе проблемы социального порядка. Согласно Рексу, за стабилизацией власти лежит более фундаментальный баланс силы.